# Кабановка (Курчатовский район)
Кабановка — деревня в Курчатовском районе Курской области. Входит в Макаровский сельсовет.

## География
Деревня находится в бассейне Сейма, в 47 км западнее Курска, в 11 км к северо-западу от районного центра — города Курчатов, в 2,5 км от центра сельсовета — Макаровка.
Климат
Кабановка, как и весь район, расположенa в поясе умеренно континентального климата с тёплым летом и относительно тёплой зимой (Dfb в классификации Кёппена).

## Население
| 2002 | 2010 |
| ---- | ---- |
| 55   | ↘27  |

## Инфраструктура
Личное подсобное хозяйство. На 6 июня 2021 года 46 домов.

## Транспорт
Кабановка находится в 38 км от федеральной автодороги М2 «Крым», в 8,5 км от автодороги регионального значения 38К-017 (Курск — Льгов — Рыльск — граница с Украиной), в 4 км от автодороги межмуниципального значения 38Н-362 (38К-017 — Николаевка — Ширково), в 2,5 км от автодороги 38Н-366 (38Н-362 — Макаровка — Льгов), в 9 км от ближайшей ж/д станции Лукашевка (линия Льгов I — Курск).